# Dear Society
Dear Society è un singolo della cantante statunitense Madison Beer, pubblicato il 17 maggio 2019 su etichetta Access Records.

## Video musicale
Il videoclip è stato reso disponibile il 17 maggio 2019, in concomitanza con l'uscita del brano.

## Tracce
Testi e musiche di Elizabeth Lowell Boland, Jeremy Dussoliet, Leroy Clampitt, Madison Beer e Timothy Sonners.
1. Dear Society – 2:59

## Classifiche
| Classifica (2019) | Posizione massima |
| ----------------- | ----------------- |
| Irlanda           | 74                |
| Lituania          | 91                |
| Regno Unito       | 96                |